# 7號染色體
人類的7號染色體是23對染色體的其中之一，正常狀況下每個細胞擁有兩條。此染色體含有大約1億5900萬個鹼基對，佔細胞內所有DNA的5%到5.5%。其中約有1000到1400個基因，依預測方式而有所不同。其中包含Homeobox A基因叢集。

## 引用文獻
1. ↑  "159 million". What is chromosome 7 （页面存档备份，存于）, "Genetics Home Reference" of U.S. National Library of Medicine. April 2008. [2014-05-14].